# Rhinolophus philippinensis
Rhinolophus philippinensis — вид рукокрилих родини Підковикові (Rhinolophidae).

## Поширення
Країни проживання: Австралія, Індонезія, Малайзія, Папуа Нова Гвінея, Філіппіни, Східний Тимор. Він був записаний від 200 до 1500 м над рівнем моря. Це лісовий вид, який живе в первинних і вторинних лісах. Лаштує сідала поодинці або невеликими колоніями, в печерах, шахтах та інших подібних місцях проживання.

## Загрози та охорона
Немає серйозних загроз для даного виду в цілому. Він був записаний в охоронних територіях в Австралії та на Філіппінах.